# Colostygia kitschelti
Colostygia kitschelti is een vlinder uit de familie spanners (Geometridae). De wetenschappelijke naam is voor het eerst geldig gepubliceerd in 1934 door Rebel.
De soort komt voor in Europa.